# Małoszyce (Silésie)
Pour les articles homonymes, voir Małoszyce.
Małoszyce est une localité polonaise de la gmina de Żarnowiec, située dans le powiat de Zawiercie en voïvodie de Silésie.